# Amateur Sports Act of 1978
Der Amateur Sports Act of 1978, unterschrieben vom US-Präsidenten Jimmy Carter, stellte das United States Olympic Committee auf eine rechtliche Grundlage, schützte die olympischen Symbole, und da dies vor dem Schutz durch das IOC erfolgte, gab es dem US-amerikanischen Sport eine starke ökonomische Grundlage. Durch das Gesetz sind die Rechte der amerikanischen Sportlerinnen und Sportler gesetzlich geschützt.

## Hintergrund
Vor dem Amateur Sports Act repräsentierte im Wesentlichen die Amateur Athletic Union (AAU) den amerikanischen Sport als Sportbund international, während das Nationale Olympische Komitee im Grund nur alle vier Jahre zu den Olympischen Spielen eine kurzzeitige Funktion hatte und die meisten Sportler durch die Colleges und deren Verband der NCAA ausgebildet und vertreten wurden. Die Auseinandersetzungen zwischen AAU und NCAA führten dazu, dass bei den Olympischen Sommerspielen 1976 in Montreal zur besten Fernsehsendezeit die UdSSR und die DDR im Medaillenspiegel vor den USA lagen. Diese Peinlichkeit führte zur großen parlamentarischen Mehrheit für das neue Gesetz.
Mit dem Gesetz wurde für jede Sportart ein eigener Verband gegründet, der dann Mitglied des USOC wurde, z. B. USA Swimming, United States Fencing Association, United States Ski Team, USA Track & Field, U.S. Figure Skating. Jeder Sport ist unabhängig, muss sich aber an die gesetzlichen Grundlagen halten. Die Sportarten werden durch die Sponsoringeinnahmen des USOC und eigene Einnahmen ohne steuerliche Zuschüsse finanziert.
Das Gesetz verlangt, dass in allen Entscheidungsgremien der Verbände 20 % ehemalige Spitzensportler (definiert als Personen, die innerhalb der letzten zehn Jahre die USA international vertreten haben) Sitz und Stimme haben.

## Revision von 1998
Der Ted Stevens Olympic and Amateur Sports Act ist eine Anpassung des US-Gesetzes (36 U.S.C. Sec. 220501 et seq. of the United States Code), da Amateure zwar noch im Collegesport gefordert werden, aber sonst keine Rolle mehr spielen. Das Gesetz wurde durch Ted Stevens, damals Senator aus Alaska, koordiniert und trat 1998 in Kraft. Es beinhaltet darüber hinaus die Zuständigkeit des USOC für die Paralympischen Spiele, vergrößert die Mitsprachemöglichkeiten der Sportlerinnen und Sportler und schützt das USOC gegen Schadenersatzansprüche von Athleten, sofern sich das USOC an die Regeln hält. Die einzigen, denen außerhalb des USOC der Begriff Olympische Spiele gestattet wird, sind die Special Olympics.